# Айхигт
Айхигт (нем. Eichigt) — община в Германии, в земле Саксония. Подчиняется земельной дирекции Кемниц. Входит в состав района Фогтланд.

## География
Недалеко находится граница с Чехией, а также граница с Баварией.
Население составляет 1191 человека (на 31 декабря 2018 года). Занимает площадь 32,64 км².
Община подразделяется на десять сельских округов.

## Население
| Год  | Численность | Численность |
| ---- | ----------- | ----------- |
| 2017 | 1201        | [ 1 ]       |
| 2019 | 1191        | [ 3 ]       |
| 2021 | 1157        | [ 4 ]       |
| 2022 | 1143        | [ 5 ]       |
| 2023 | 1145        | [ 2 ]       |